# Lipica
Lipica (IPA: [ˈliːpiʦa], olaszul Lipizza IPA: [liˈpiʦːa]) kis település Szlovéniában, Trieszt közelében, az olasz határ mellett, Sežana járásban. A Karszt régió egyik kiemelkedő turistaközpontja. Nevét a szláv lipa – hárs szóból eredeztetik, akárcsak Lipcséét.

## Népesség
| 2002 | 93 |
| 2020 | 48 |

## Nevezetessége
A település az itt található lovászatról és lovasiskolájáról (szlovénül Kobilarna Lipica) híres. Innen származik a világhíres lófajta, a lipicai, amelyet a bécsi spanyol lovasiskola számára tenyésztettek ki, de előszeretettel használnak cirkuszi és fogathajtó bemutatókon is. 
A majorságot még 1580-ban alapították, manapság a Szlovén Köztársaság egyik büszkesége. Ma már nemcsak egyszerű lovászatot, hanem teljesen kiépített turisztikai központot is találunk itt több szállodával, teniszpályákkal, egy 18 lyukas golfpályával, uszodával, kaszinóval.

## Látnivalók
A majorság több, önállóan is értékes látnivalóval rendelkezik, amelyek közül a legismertebbek:
- Velbanca: a tanya legidősebb fennmaradt épülete az egykori központban
- Páduai Szent Antal-kápolna: 17. századi kápolna jelentős freskókkal
- Abrihtunga: a turisták előtt is nyitott istálló 1899-ből, amelyet Ferenc József uralkodásának 50. évfordulójára építettek

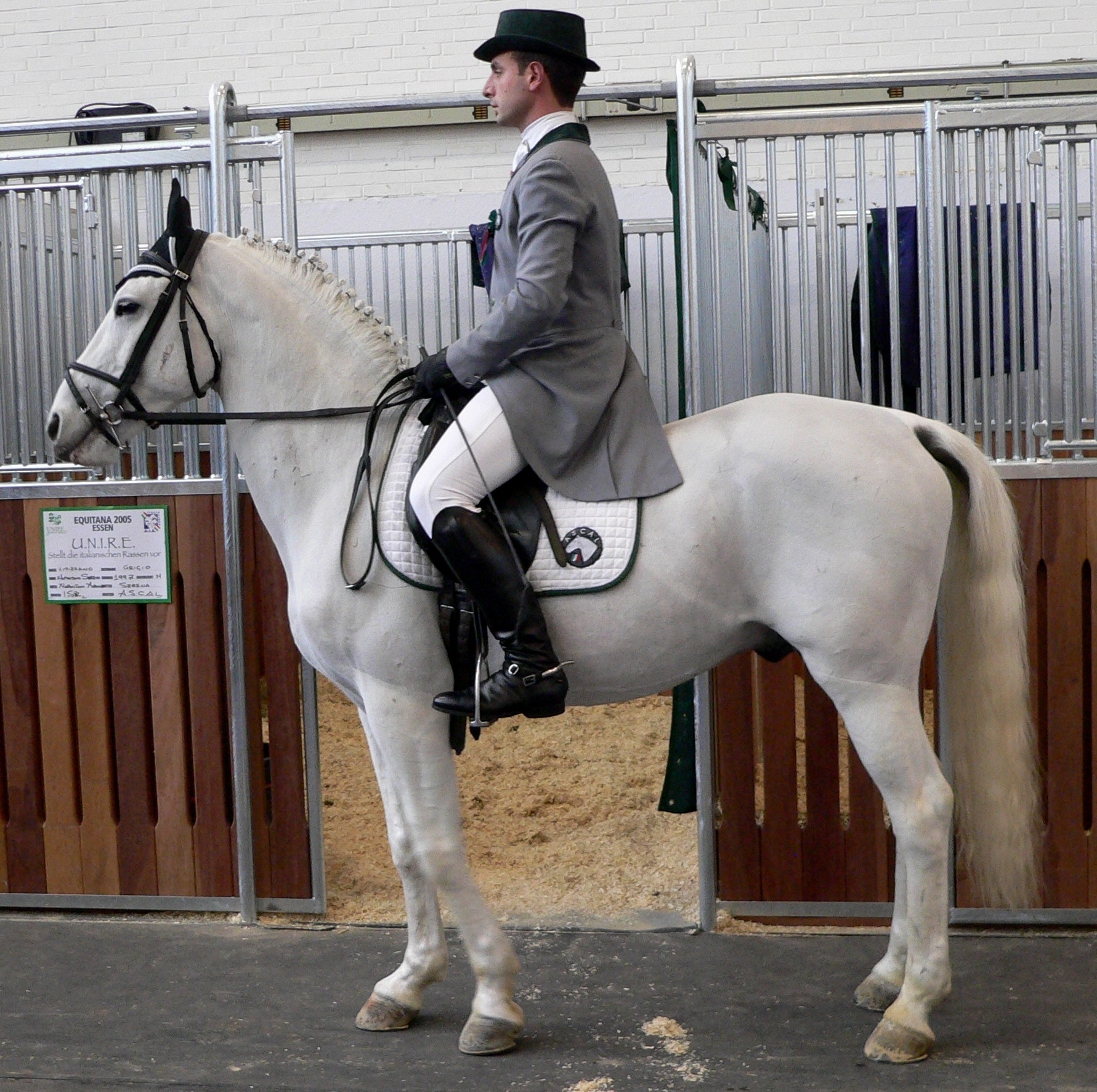
Lipicai ló és lovasa

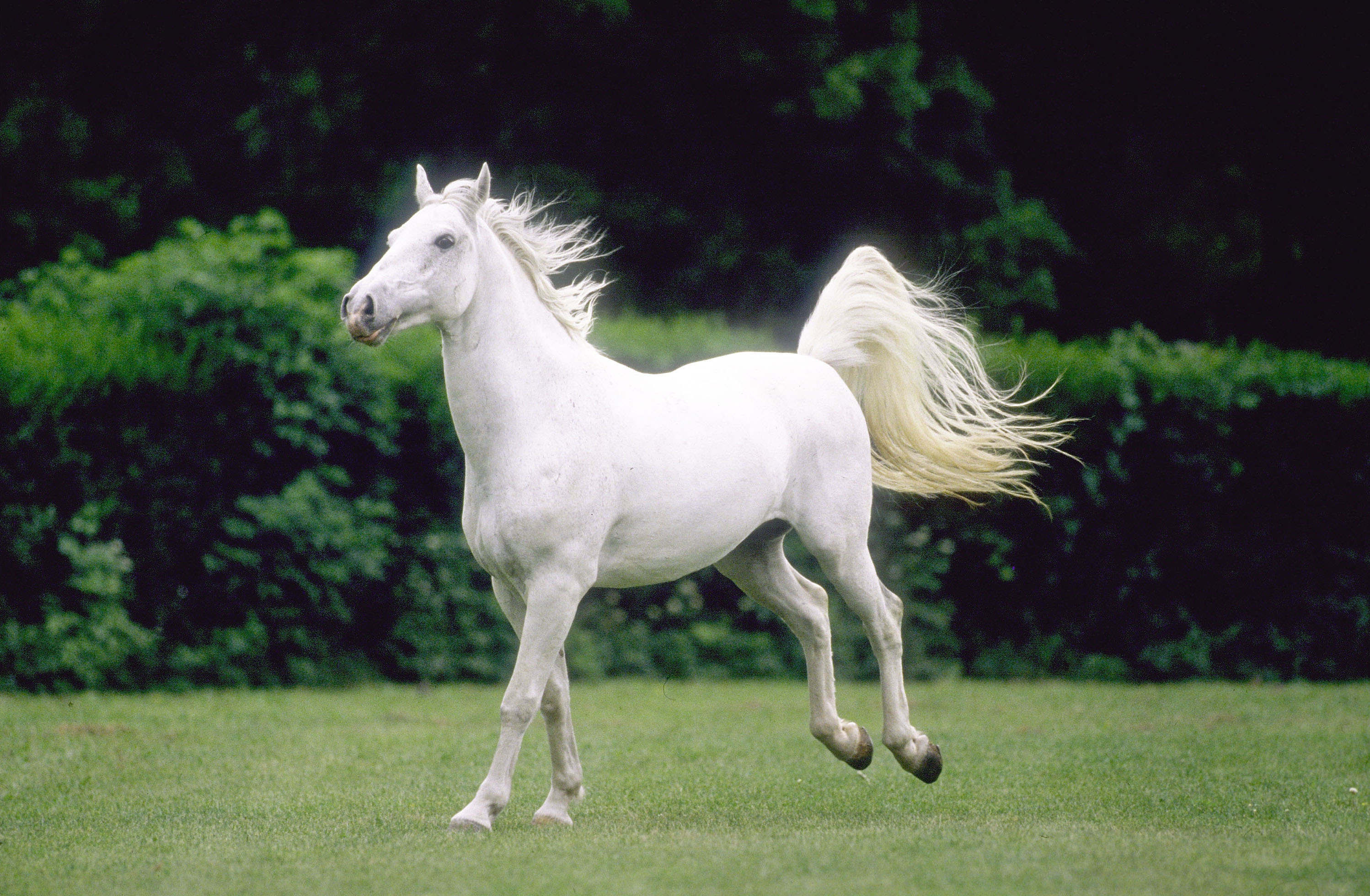
Lipicai ló vágta közben

- Fontana-kút: 1706-ban épített kút

## Lipica Open
1992 óta minden év március második hétvégéjén nemzetközi tájékozódási futóversenyt rendeznek a városban, Szlovéniában a legnagyobbat.